# 최선 (고려)
최선(崔詵, 1138년 ~ 1209년)은 고려 중기 ~ 후기의 문신으로, 본관은 동주(東州)이다. 최유청(崔惟淸)의 5남이며, 『고려사』 「최유청전」에 자신의 열전도 들어 있다.

## 생애
1160년(의종 14) 문과에 급제했으며, 1172년(명종 2) 보문각교감(寶門閣校勘)으로서 자신의 좌주(座主)인 김영부(金永夫)의 묘지명을 지었다.
1178년(명종 8) 공부낭중(工部郞中)으로서 흥화도(興化道)에 찰방사(察訪使)로 파견되어 민정을 살폈다.
1180년(명종 10) 왕의 어머니인 공예태후(恭睿太后)가 유종(乳瘇)을 앓자 왕이 친동생인 승려 충희(冲曦)를 불러 간병하게 하였는데,
충희가 궁녀들과 난잡한 짓을 자주 하고 또 공주와도 간음하여 추잡한 소문이 대궐 밖까지 퍼졌다.
이 때 최선은 우사간(右司諫)으로서 상소하여 충희의 추잡한 행실을 풍자하며 그를 절로 다시 내보낼 것을 청했으나, 도리어 형제 사이를 이간시킨다는 이유로 파면되었다.
이 사건 이후로 대간(臺諫)으로서 감히 말을 꺼내는 이가 없었으며, 조정의 신료들은 모두 충희에게 빌붙어서 공공연히 뇌물을 주고받았다고 한다.
후에 복직되어 1186년(명종 16) 판장작감(判將作監)으로서 대사성(大司成) 황보탁(皇甫倬), 좌산기상시(左散騎常侍) 이지명(李知命)과 함께 국자시(國子試)의 시험관을 맡아 양공준(梁公俊) 등 37명을 선발했고, 1192년(명종 22) 판비서성사(判秘書省事)로서 이부상서(吏部尙書) 정국검(鄭國儉) 등과 함께 『증속자치통감 增續資治通鑑』과 『태평어람 太平御覽』을 교정했다.
1194년(명종 24) 문과의 동지공거(同知貢擧)를 맡아 김군수(金君綏) 등 31명에게 급제를 주었으며, 1196년(명종 26) 역시 추밀원사(樞密院使)로서 문과의 지공거(知貢擧)를 맡아 조정관(趙挺觀) 등 37명에게 급제를 주었다.
1197년(신종 즉위년) 지추밀원사(知樞密院事)로 승진했으며, 1199년(신종 2) 참지정사(參知政事)로서 문과의 지공거를 맡아 최득검(崔得儉) 등 33명에게 급제를 주었다.
1200년(신종 3) 왕이 최선이 나이가 많고 덕행이 있다 하여 수태부(守太傅)·문하시랑동중서문하평장사(門下侍郞同中書門下平章事)·판이부사(判吏部事)로 뛰어 올려 임명하였으며, 이듬해 상주국(上柱國)이 더해졌다.
1202년(신종 5) 승선(承宣) 우승경(于承慶)과 함께 예빈성(禮賓省)에서 시험을 쳐 역관을 뽑았으며, 1206년(희종 2) 수태사(守太師)·중서시랑평장사(中書侍郞平章事)·수문전태학사(修文殿太學士)·감수국사(監修國史)·판이부사·상주국으로서 치사(致仕)한 후, 형 최당(崔讜)이 만든 기로회에 들어갔는데, 이 당시 나이가 69세였다.
1209년(희종 5) 졸하자 임금이 사흘 동안 조회를 정지하고 문의(文懿)라는 시호를 내렸으며, 후에 희종(熙宗)의 묘정에 배향되었다.

## 평가
『고려사』는 최선에 대해 「최유청전」에서 이렇게 평했다.
| “ | 최선은 문학(文學, 학문)으로 세상에 소문이 났다. 욕심이 없고 마음이 깨끗했으며, 말수가 적었다. 자기의 문벌을 자부하지 않았고, 높은 자리에 있으면서도 선비를 우대했으며, 두 차례 지공거를 맡으면서 명사(名士)를 많이 얻었다. | ” |

## 가족 관계
※출처를 표시하지 않은 부분은 『고려사』가 출처이다.
- 증조 - 최원립(崔爰立)[12] : 형부원외랑(刑部員外郞), 증(贈) 태자태부(太子太傅)
  - 조부 - 최석(崔奭) : 검교태부(檢校太傅)·수태보(守太保)·문하시랑동중서문하평장사(門下侍郞同中書門下平章事)·감수국사(監修國史)·판이예부사(判吏禮部事)·상주국(上柱國)·창원현개국자(昌原縣開國子)·식읍(食邑) 500호, 예숙공(譽肅公)
    - 아버지 - 최유청(崔惟淸, 1095년 ~ 1174년) : 검교태위(檢校太尉)·수사공(守司空)·중서시랑평장사(中書侍郞平章事)·집현전태학사(集賢殿太學士)·판예부사(判禮部事), 문숙공(文淑公)
    - 어머니 - 지추밀원사(知樞密院事)·예부상서(禮部尙書)·한림학사승지(翰林學士承旨), 문안공(文安公) 정항(鄭沆, 1080년 ~ 1136년)의 장녀[13]
      - 부인 - 미상
        - 장남 - 최종원(崔宗源) : 검교태자첨사(檢校太子詹事)
        - 차남 - 최종준(崔宗峻, ? ~ 1246년) : 문하시중(門下侍中), 선숙공(宣肅公)
        - 3남 - 최종재(崔宗梓) : 우복야(右僕射)·한림학사승지
        - 4남 - 최종번(崔宗蕃) : 승선(承宣), 최평(崔坪)의 아버지
        - 첫째 사위 - 조충(趙沖, 1171년 ~ 1220년)[14] : 수태위(守太尉)·문하시랑평장사(門下侍郞平章事)·수문전태학사(修文殿太學士)·수국사(修國史)·판병부사(判兵部事), 증 문하시중, 문정공(文正公)
        - 둘째 사위 - 최홍윤(崔洪胤, 1153년 ~ 1229년)[15] : 수태보·문하시랑동중서문하평장사·수문전태학사·감수국사·판병부사, 경문공(景文公)
        - 셋째 사위 - 정숙첨(鄭叔瞻)[15] : 평장사(平章事)
        - 넷째 사위 - 문후식(文侯軾)[15]